# Калвердейк
Калвердейк (нід. Kalverdijk) — селище в нідерландській провінції Північна Голландія. Входить до муніципалітету Схаген.
Його площа становить 0,63 км², а населення станом на 2021 рік складало 300 осіб.
Перша згадка про населений пункт датується 1575 роком. Наразі у селищі нараховується близько 105 будинків та 70 дачних будиночків.